# Poroderma
Poroderma es un género de tiburones de la familia scyliorhinidae que comprende un total de dos especies.

## Morfología
- Miden unos 15 cm en el momento de nacer.
- Su talla media es entre 60 y 80 cm (máxima de 100 cm).
- Color gris con bandas oscuras.[3]

## Alimentación
Comen crustáceos y peces de pequeño tamaño.

## Distribución geográfica
Viven en Sudáfrica.

## Costumbres
Son nocturnos.
Durante el día se mantienen en pequeñas cuevas y hendiduras del terreno.

## Observaciones
Son inofensivos para los humanos.

## Especies
- Poroderma africanum (Gmelin, 1789)
- Poroderma pantherinum (Müller & Henle, 1838)[4][5][6][7][8]